# أوليف آن ألكورن
أوليف آن ألكورن (بالإنجليزية: Olive Ann Alcorn) هي راقصة وعارضة وممثلة أمريكية، ولدت في 10 مارس 1900 في ستيلووتر في الولايات المتحدة، وتوفيت في 8 يناير 1975 في لوس أنجلوس في الولايات المتحدة بسبب سرطان الشرج.

## أعمال

### أفلام
- (1919) الجانب المشرق
- (1925) شبح الأوبرا

## وصلات خارجية
- أوليف آن ألكورن على موقع IMDb (الإنجليزية)
- أوليف آن ألكورن على موقع ألو سيني (الفرنسية)
- أوليف آن ألكورن على موقع أول موفي (الإنجليزية)
- أوليف آن ألكورن على موقع قاعدة بيانات الأفلام السويدية (السويدية)
- أوليف آن ألكورن على موقع قاعدة بيانات الفيلم (الإنجليزية)
- أوليف آن ألكورن على موقع كينوبويسك (الروسية)